# ¡Salú ya Dixebra! Perversiones
¡Salú ya Dixebra!. Perversiones Es un disco homenaje al grupo asturiano Dixebra, que salió al mercado en noviembre de 2007, editado por Discos L'Aguañaz. 
Los estilos musicales que incorpora el disco son diversos, desde el rock de Desorden y Fe de Ratas hasta el folk más tradicional de la mano de Dulcamara, pasando por el reagge (La Tarrancha y Chalaneru Sound System) y el rap/hip-hop de Arma X, Dark la eMe y K-Nalón.

## Lista de canciones
1. Desorden- Wilma Loulé
2. Desakato- Mañana Fría
3. Fe de Ratas- El manteru
4. Mala Reputación- Queda la rabia
5. Escuela de Odio- Nun llores
6. Pablo Viña- Si vienes
7. Skanda- Pan y roses
8. Sambre- Asturcón
9. Skontra- Pallabres vieyes
10. Aprieta'l Kulo- La tribu la corbata
11. Skama la Rede- Da-yos caña
12. La Tarrancha- Tía Nemesia
13. Chalaneru Sound Sistem- Esto ye Asturies
14. Dark la eMe- El vieyu combatiente
15. Arma X/Dani Antistailo- Kuenka Chunga
16. K-Nalón- Dixebra
17. Dani Stylo- Grieska
18. La col.lá propinde- Baila'l mileniu
19. La Bandina- La danza
20. Dulcamara- Indios
21. Ciquitrinos- Rapaza nacionaliega